# Старий Бжесць
Старий Бжесць (пол. Stary Brześć) — село в Польщі, у гміні Бжешць-Куявський Влоцлавського повіту Куявсько-Поморського воєводства.
За результатами Загальнонаціонального перепису населення 2011 р., у селі жила 461 особа (2011).
У 1975 — 1998 роках село належало до Влоцлавського воєводства.

## Демографія
Демографічна структура станом на 31 березня 2011 року:
|          | Загалом | Допрацездатний вік | Працездатний вік | Постпрацездатний вік |
| -------- | ------- | ------------------ | ---------------- | -------------------- |
| Чоловіки | 226     | 44                 | 166              | 16                   |
| Жінки    | 235     | 56                 | 149              | 30                   |
| Разом    | 461     | 100                | 315              | 46                   |

## Пам'ятки
За реєстром пам'ятків Національного інституту спадщини в список пам'ятків занесені будівлі сільськогосподарської школи (будова 1920—1925, реєстраційний № A/1302 від 9 червня 1968 року):
- школа;
- дім учителя;
- житловий дім;
- амбар;
- стодола;
- хлів;
- майстерня;
- огорода.